# Fat, Ugly and Live
Fat, Ugly and Live è il primo album live del gruppo musicale thrash metal tedesco Tankard.

## Tracce
1. The Meaning of Life
2. Mercenary
3. Beermuda
4. Total Addiction
5. Poison
6. We Are Us
7. Maniac Forces
8. Live to Dive
9. Chemical Invasion
10. The Morning After
11. Space Beer
12. Medley (Alcohol - Puke - Mon Cheri - Wonderful Life)
13. (Empty) Tankard

## Formazione
- Andreas"Gerre"Geremia - voce
- Alex Katzmann - chitarra
- Andy Bulgaropulos - chitarra
- Frank Thowarth - basso
- Arnulf Tunn - batteria